# قيفا
قيفا (Ghifa في اللغة اللومباردية ) هي كومونا (بلدية) في مقاطعة فربانو كوزيو أوسولا في منطقة بيدمونت الإيطالية ، وتقع على بعد حوالي 120 كيلومتر (75 ميل) شمال شرق تورينو وحوالي 7 كيلومتر (4 ميل) شمال شرق فيربانيا على الشاطئ الغربي لبحيرة ماجوري .
تشتهر بساكرو مونتي وهي موقع للطقوس والعبادة بالقرب منها ، أدرجتها اليونسكو في قائمة التراث العالمي .

## روابط خارجية
- موقع المدينة الرسمي
- موقع الويب الرسمي للجبال الأوروبية المقدسة باللغة الإنجليزية